# Delias singhapura
Delias singhapura es una especie de mariposa, de la familia Pieridae (subfamilia Pierinae, tribu Pierini). Su envergadura es de 82 a 86 mm.

## Subespecies
- Delias singhapura singhapura
- Delias singhapura acuta
- Delias singhapura indistincta
- Delias singhapura yusukei[3]
- Delias singhapura simeuluensis
- Delias singhapura tsukadai

## Distribución
Esta especie de mariposa y sus subespecies se distribuyen por Tailandia, Malasia, Borneo, Sumatra y Burma.